# Coordination permanente lycéenne
 (février 2020).
La Coordination permanente lycéenne (CPL) est une organisation lycéenne française, fondée en mars 1979 par le "congrès national lycéen". Celui-ci avait été convoqué par la coordination lycéenne qui avait été mise en place à l'occasion des grèves de l'automne 1978 contre "l'austérité" et qui avait notamment touché des établissements de banlieue, avec des occupations dans les lycées de la Seine-Saint Denis: Montreuil, Aubervilliers, Saint-Denis. Deux numéros du bulletin préparatoire intitulé "Les Hordes Sauvages" ont été sortis, ainsi qu'une affiche dénonçant le chômage et une autre demandant l'instauration de "conseils de classe publics". 
Elle s'oppose aux "stages Beullac".
Participent à sa direction des militants des Comités communistes pour l'autogestion, des rocardiens, de l'Organisation communiste des travailleurs et de la Ligue communiste révolutionnaire. Les militants de cette dernière, opposés à une stratégie syndicale autogestionnaire, constituent une minorité.
Autogestionnaire, son exemple a inspiré la formation en mai 1979 de la Tendance syndicaliste autogestionnaire du Mouvement d'action syndicale. Quand ils quittent le lycée pour rejoindre l'Université, la plupart de ses militants rejoignent l'UNEF-ID qui est fondée en mai 1980.
La CPL a cultivé une proximité avec la CFDT, principalement avec le SGEN. Des rencontres de travail avaient lieu entre la CPL et Nicole Notat.
Ses effectifs n'ont probablement pas du dépasser les 200 adhérents.
En 1981 alors que la fondation d'une organisation lycéenne à vocation syndicale, "le syndicat lycéen" est décidée par le Bureau national de l'UNEF-ID, la plupart des militants de la Ligue communiste révolutionnaire et des rocardiens, quittent la CPL. Quand les militants des CCA qui dirigent la CPL adhèrent à la LCR en 1982/1983, la Ligue communiste révolutionnaire leur demande de ne pas maintenir l'organisation lycéenne qui disparaît alors.

## Publication
La CPL publie un journal public (Effervescences Lycéennes) et une revue interne (Les Cahiers lycéens du syndicalisme autogestionnaire)

## Dirigeants et personnalités et CPL
La Coordination permanente lycéenne compta parmi ses animateurs Didier Leschi, Stéphane Fouks, Emmanuelle Demoris, Ivan Béraud, Christophe Ramaux, Nathalie Lebrun, Nicolas Daumas.